# Turmellera

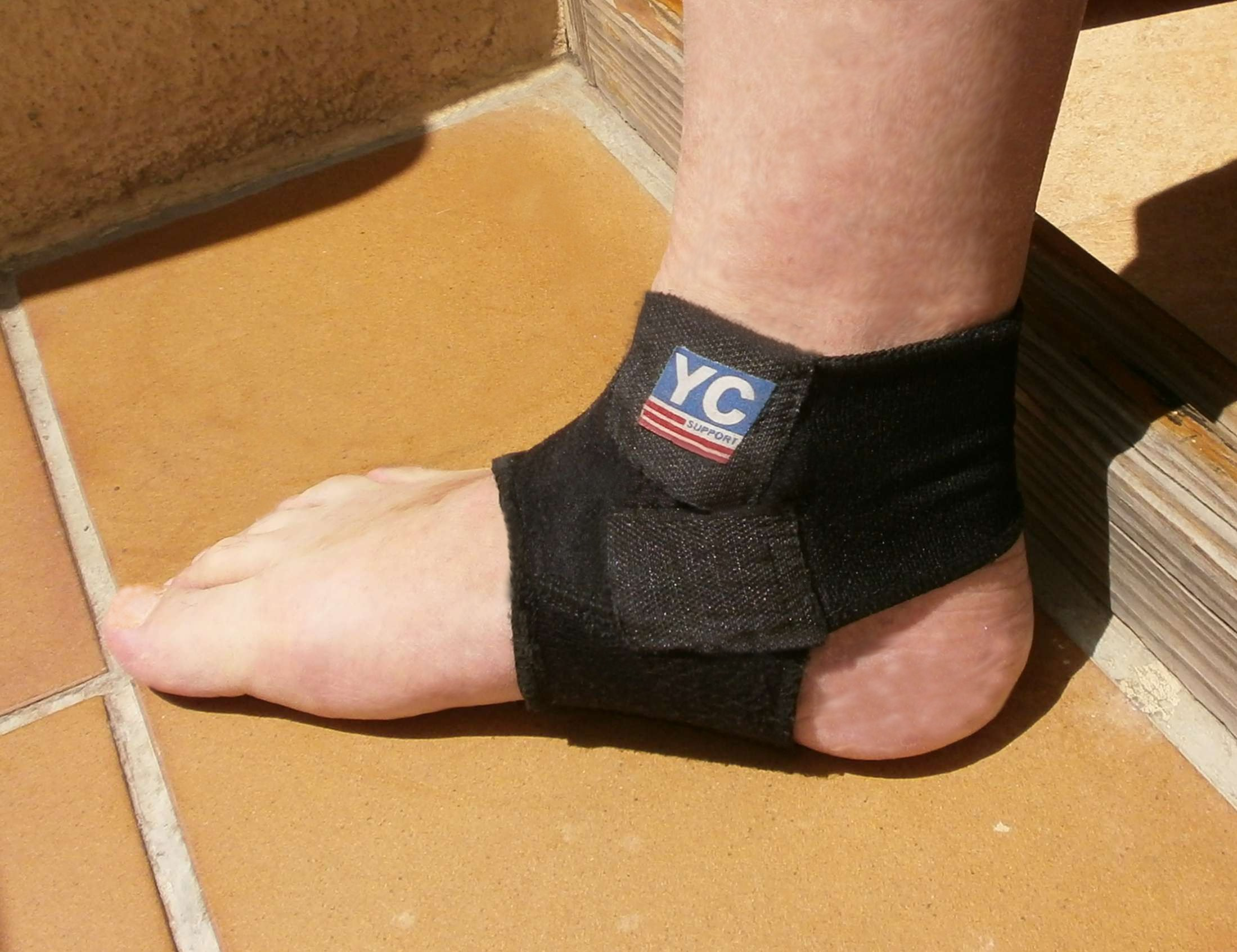
turmellera

Una  turmellera  és una peça de vestir que es posa al voltant del turmell per a protegir o immobilitzar-lo i permetre que es curi. Les turmelleres serveixen per immobilitzar l'articulació i proporcionen calor i compressió als ossos. Són habituals en processos de rehabilitació de lesions que afecten el turmell.
Normalment estan fabricades amb teixits semi-rígids de niló o neoprè i ajustades al turmell mitjançant un velcro, que ajuda a aconseguir l'objectiu de permetre una mobilitat limitada del peu. Per millorar la seva fixació poden abastar part del peu cenyint al voltant del mateix. En els casos més greus, incorporen unes platinas metàl·liques per immobilitzar encara més l'articulació.

## Indicacions
Estan indicades per als traumatismes de turmell sense fractura, immobilització de l'articulació, postoperatori de sinovitis, osteoartritis degeneratives, esquinç so inflamacions de l'articulació, entre d'altres.
Podem trobar gran varietat de models de turmelleres en funció de la patologia que es pateixi. des estabilitzadores per lesions de lligaments, esquinços, ... a turmelleres mes ajustables per a casos de tendinitis, prevenció de lligaments, ..
En rehabilitació es fan servir per immobilitzar el turmell en una posició neutral, que "minimitza la tensió en el punt a rehabilitar". Finalment, s'utilitzen en esports en què es força el turmell, com passa al futbol, rugbi o en els salts.